# Marinus De Jong
Marinus De Jong (* 14. Juli 1891 in Oosterhout; † 13. Juni 1984 in Antwerpen (Distrikt Ekeren)) war ein niederländisch-belgischer Komponist und Pianist.

## Leben
Marinus De Jong stammte aus den Niederlanden, nahm jedoch nach Abschluss seines Studiums am Königlichen Flämischen Musikkonservatorium in Antwerpen die belgische Staatsbürgerschaft an. Zu seinen Lehrern zählten Émile Bosquet (Klavier) und Lodewijk Mortelmans (Kontrapunkt und Fuge).
De Jong begann seine musikalische Laufbahn als Pianist; 1919–1922 führte ihn eine Konzertreise durch die USA, unter anderem nach New York. Ab 1925 lehrte er am Kirchenmusikinstitut in Mechelen, ab 1931 Klavier am Konservatorium Antwerpen (ab 1948 auch Kontrapunkt).

## Werk
De Jongs umfangreiches kompositorisches Werk umfasst nahezu alle musikalischen Gattungen. Neben seinen eingehenden Studien gregorianischer Modi spiegelt es auch Einflüsse flämischer Volksmusik wider. Unter anderem schrieb er 4 Sinfonien, 6 Streichquartette, die Oper Esmoreit (Uraufführung 1970) sowie das Oratorium Hiawatha’s Lied (1947). Seine Kompositionen wurden mehrfach mit Preisen ausgezeichnet, so sein 4. Streichquartett (1956) mit dem Preis der Société Belge des Auteurs, Compositeurs et Editeurs.